# H. Rüetschi

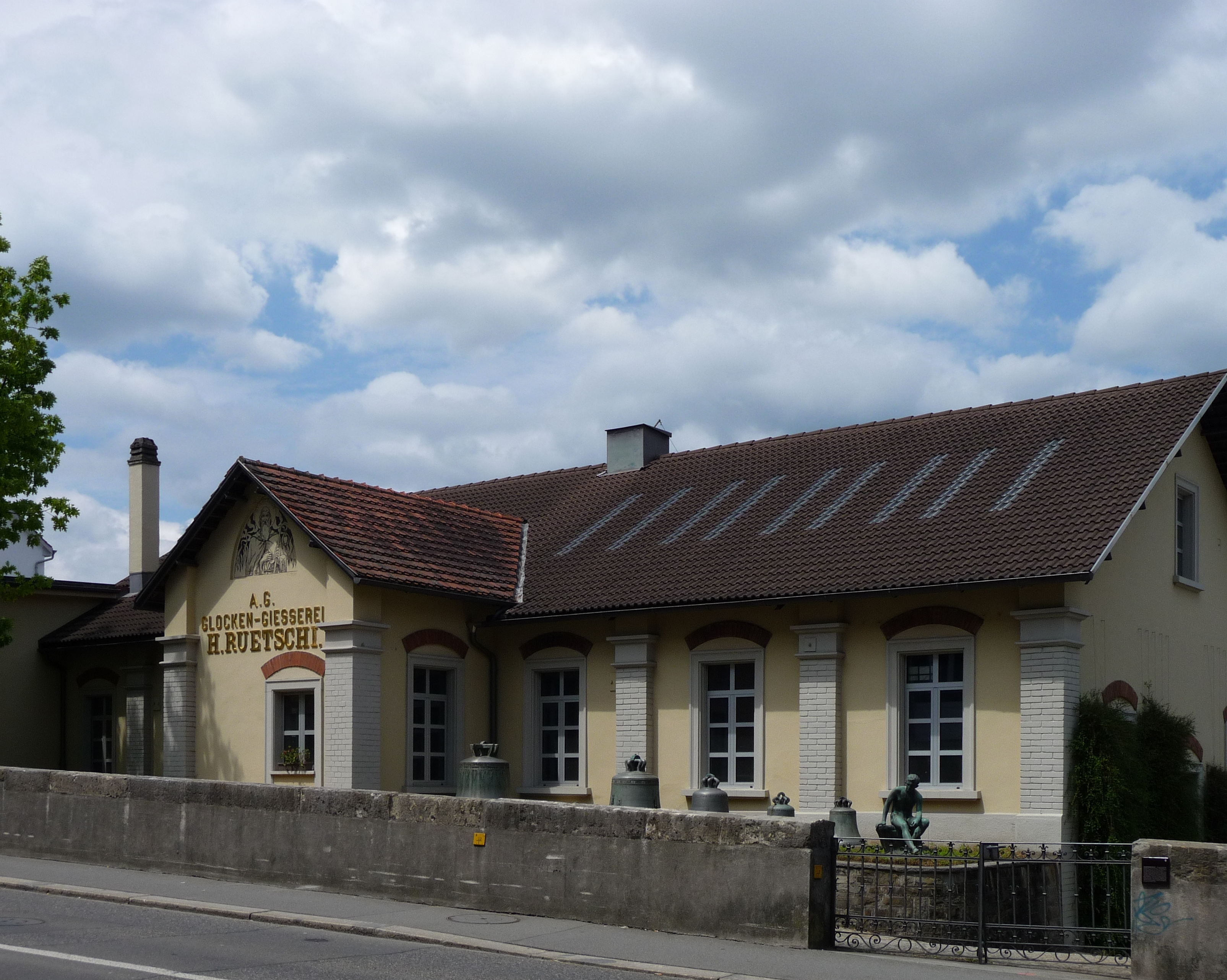
Aarauer Glockengiesserei

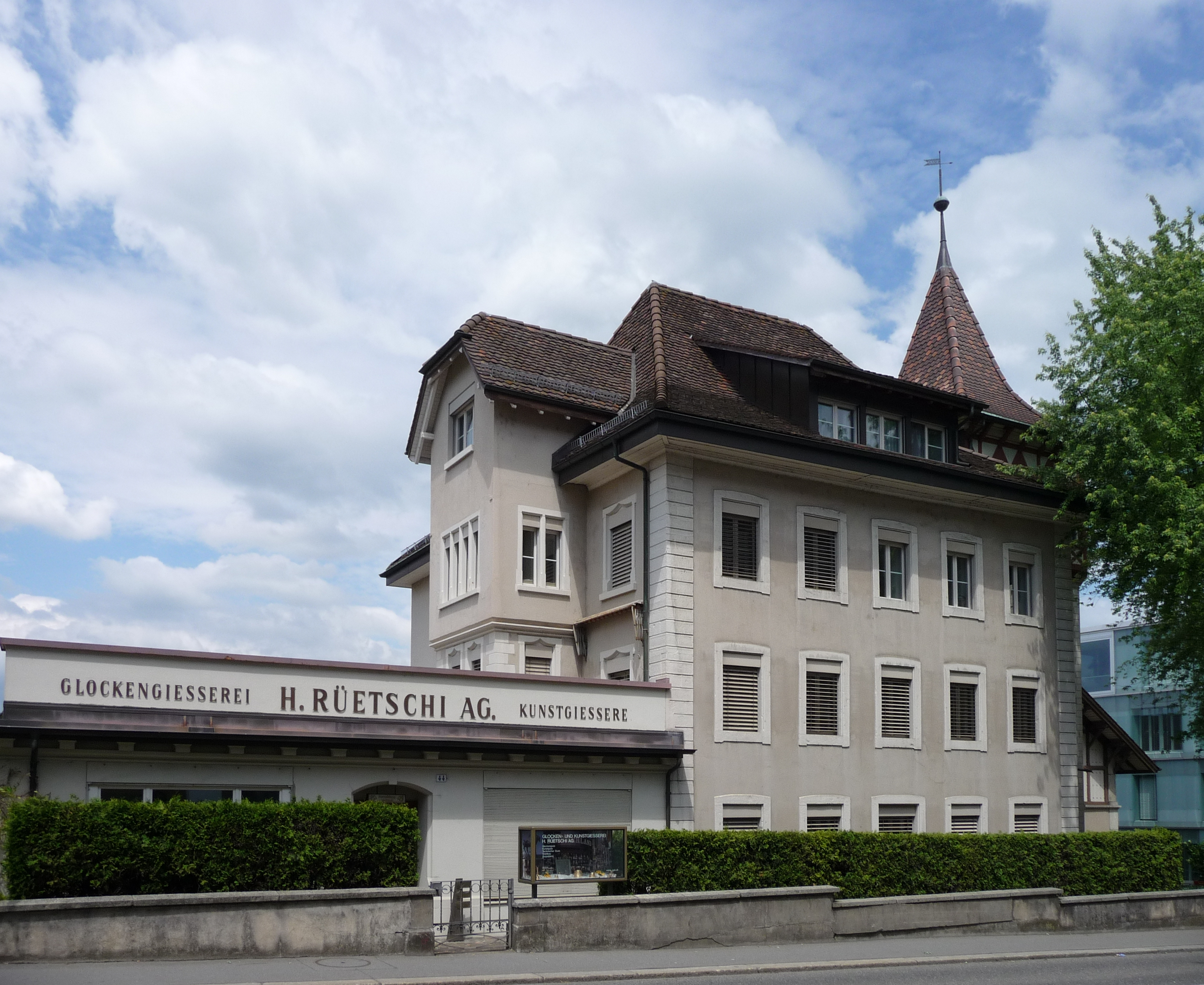
H. Rüetschi AG

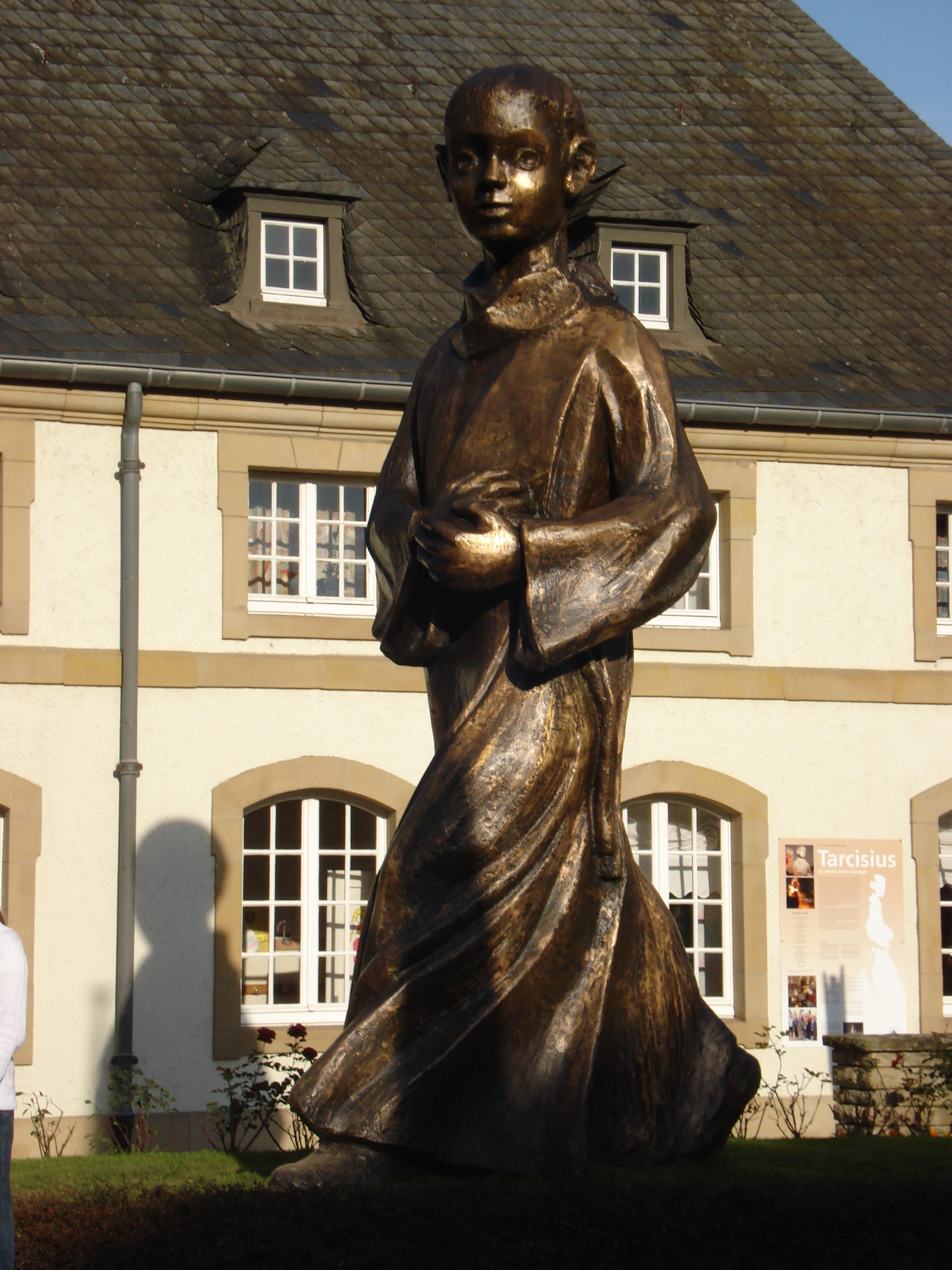
Tarzisiusstatue aus Bronze in Echternach von Bernhard Lang, in Aarau gegossen

Rüetschi ist die letzte und älteste Glockengiesserei der Schweiz. Sie befindet sich in der Stadt Aarau, die deswegen auch Glockenstadt genannt wird. In vielen Kirchtürmen der Schweiz findet man Aarauer Glocken.

## Geschichte
Seit 1367 werden in Aarau Glocken gegossen. Zu Beginn wurde die Giesserei von einer Familie Reber betrieben. Später folgten verschiedene andere Geschlechter. 1607 liess Hans-Jakob Stalder eine Schmelzhütte am «Rain» bauen, wo die Giesserei heute noch steht. Anfang des 19. Jahrhunderts verkaufte Johann-Heinrich Bär die Giesserei an seine beiden Mitarbeiter Sebastian Rüetschi und Jakob Rüetschi (1838–1748). 1824 erwarben diese die Liegenschaft am «Rain» mit allem Zubehör für 18'000 Schweizer Franken.
Nach Jakob Rüetschis Tod übernahm sein Sohn Emanuel Rüetschi die Liegenschaft und erweiterte sie. Zusammen mit seinen Brüdern Daniel und Johann Jakob Rüetschi führte er das Unternehmen weiter. Hermann Rüetschi, der einzige Sohn von Johann Jakob Rüetschi, trat 1876 nach einem Ingenieurstudium in Lausanne und München in das Unternehmen ein, er erwarb dieses 1882. Da er kinderlos blieb, erlosch mit ihm 1917 die «Dynastie Rüetschi». Um den Namen zu erhalten, wurde das Unternehmen, nach dem Ersten Weltkrieg in eine Aktiengesellschaft umgewandelt.
Heute ist Rüetschi ein über 650 Jahre altes, und doch junges und modernes Unternehmen – altes Handwerk wird mit modernen Technologien verbunden. Ausserdem ist Rüetschi eines der fünf ältesten Unternehmen der Schweiz.

## Geschäftsfelder
- Kirchentechnik (Glocke/Turmuhr/Automation/Sicherheit)
- 3D Scanning und Printing
- Kunst-Produktion
- Giesserei
- Metallverarbeitung
- Engineering, Forschung und Entwicklung
- Beratung und Projektierung
- Automatisierung
- Konservierung und Restaurierung

## Meilensteine
- 1367 Die heute noch läutende Barbara-Glocke in der Freiburger Kathedrale wird im Gründungsjahr der Firma gegossen
- 1607 Am Rain wird eine Schmelzhütte aufgebaut – also an dem Ort, wo heute noch das Unternehmen steht
- 1900 1000. Glocke wird ausgeliefert
- 1906 Erstes schweizerisches Patent auf eine elektrische «Läutevorrichtung für schwingbar aufgehängte Glocken» wird eingereicht
- 1926 Der Kunstguss wird zum zweiten Standbein der Rüetschi
- 2005–2007 Die Turmuhrenfabriken Jacob Mäder AG, Thun-Gwatt und Hans Diethelm werden übernommen
- 2009 Mitinitiant und Mitglied von ECC-ProBell®, das einzige europäische Kompetenzzentrum für Glockenforschung

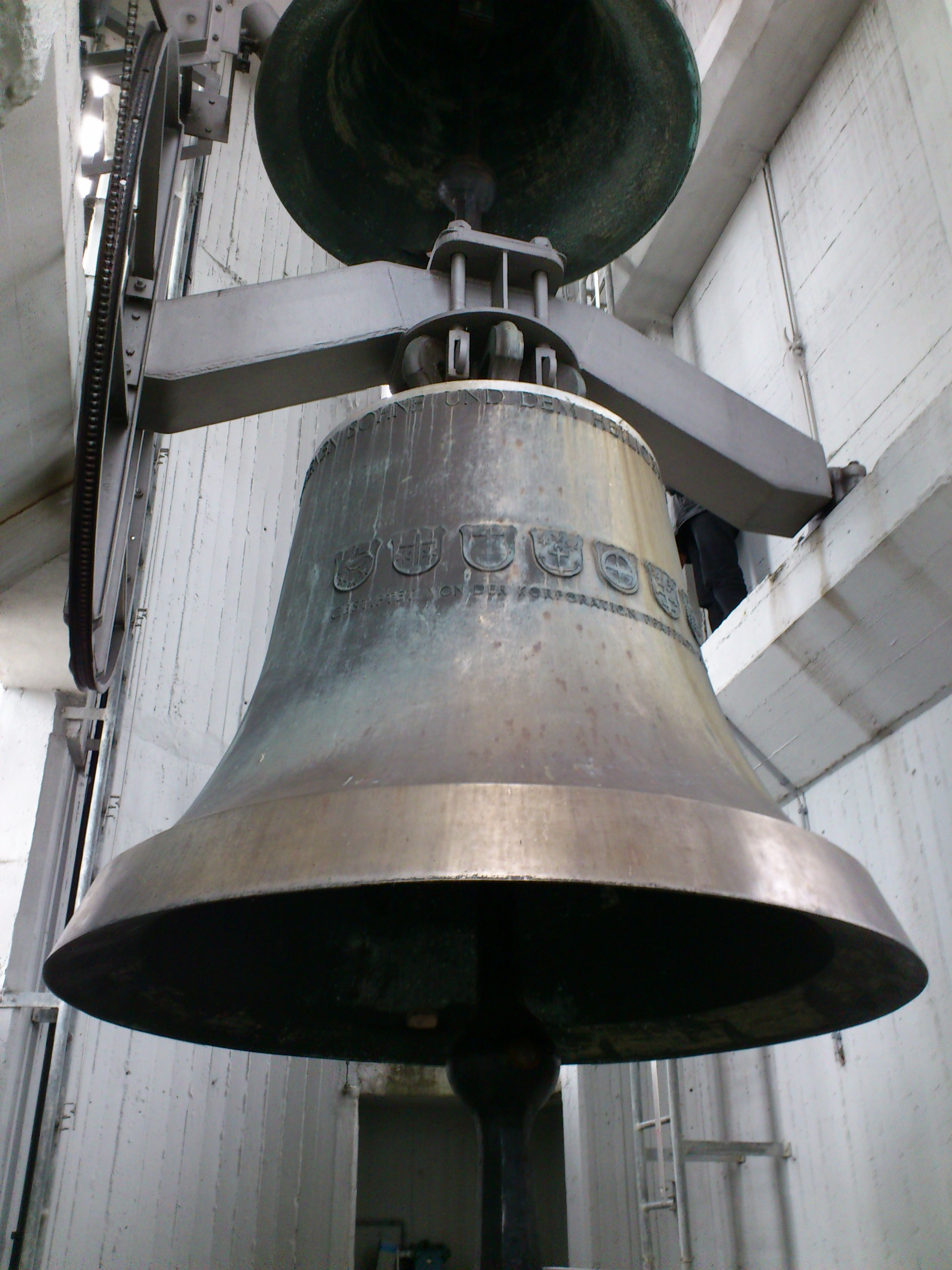
Ges°-Glocke der Meinradskirche in Pfäffikon SZ von Rüetschi 1965 (7040 kg)

- 2019 Gründung Syneos
- 2023 Aargauer Heimatschutz PreisGes°-Glocke der Meinradskirche in Pfäffikon SZ von Rüetschi 1965 (7040 kg)As°-Glocke der Friedenskirche Olten von Rüetschi 1928 (5000 kg)

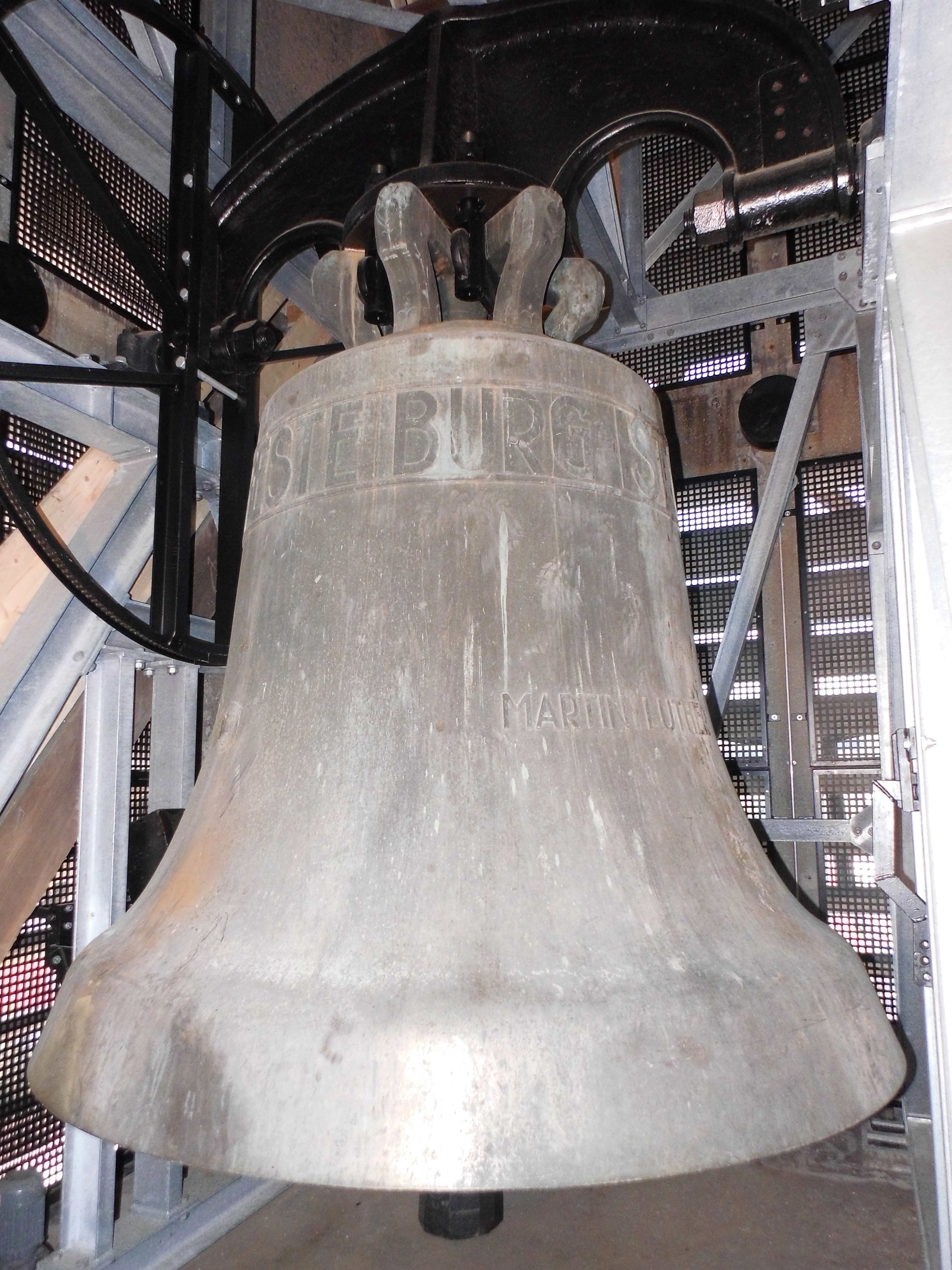
As°-Glocke der Friedenskirche Olten von Rüetschi 1928 (5000 kg)

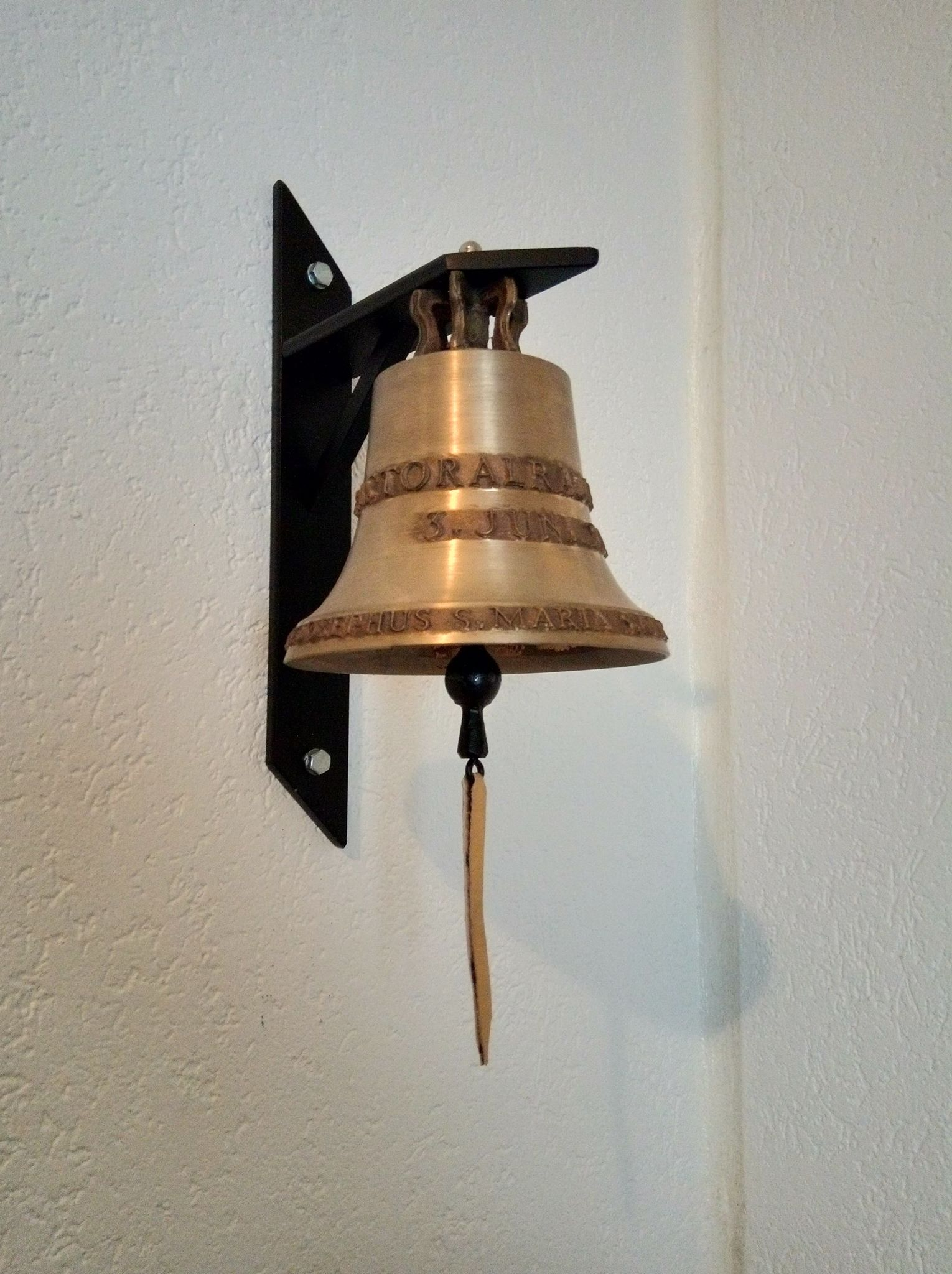
Kleinglocke aus dem Hause Rüetschi für den Pastoralraum der katholischen Kirche Olten

## Geschichte und Beispiele von gegossenen Glocken
| Ort                                    | Gussjahr | Schlagton | Inschrift | Bemerkungen                                                                           |
| -------------------------------------- | -------- | --------- | --- | ------------------------------------------------------------------------------------- |
| Freiburg (FR), Kathedrale St. Nikolaus | 1367     | es1       | | Giesser Walter Reber                                                                  |
| Hilterfingen                           | 14. Jh.  |           | Fusa sum arow («zu Aarau gegossen»)                                                                              |                                                                                       |
| Densbüren                              | 1825     |           | «GEGOSSEN VON JAKOB VND SEBASTIAN RUETSCHI IN ARAU 1825»                                                         | und drei weitere Glocken von 1936 und 1976.                                           |
| Stadtkirche Aarau                      | 1899     | as0       | «Eine feste Burg ist unser Gott»                                                                                 | 5275 kg – und sieben weitere Glocken von 1862, 1899 und 1966                          |
| Pauluskirche (Basel)                   | 1901     | b0        | Seid stark im Herrn                                                                                              | 3575 kg – und vier weitere Glocken von 1901                                           |
| Rorschach, Ref. Kirche                 | 1904     | f0        | | 8137 kg                                                                               |
| Olten, Friedenskirche                  | 1928     | as0       | EIN FESTE BURG IST UNSER GOTT                                                                                    | 5000 kg – und vier weitere Glocken von 1928                                           |
| Johanneskirche (Basel)                 | 1936     | des1      | Sanctus, Heilig, Heilig, Heilig ist Gott der Herr                                                                | 2033 kg – und vier weitere Glocken von 1936                                           |
| Gossau SG, St. Andreas                 | 1958     | f0        | | 8695 kg (grösste jemals gegossene Rüetschi-Glocke)– und fünf weitere Glocken von 1926 |
| Niedergösgen                           | 1960     | ges0      | | 7020 kg                                                                               |
| Expo64                                 | 1964     |           | Ut omnes sint unum («Dass Alle eins seien»)                                                                      | Im Andachtsraum Flughafen Zürich                                                      |
| Pfäffikon SZ, St. Meinrad              | 1965     | ges0      | Mit deinem eingeborenen Sohne und dem Heiligen Geiste bist Du ein Gott                                           | 7040 kg – und fünf weitere Glocken von 1965                                           |
| Stadtkirche Bremgarten                 | 1986     | b0        | «ST. NIKOLAUS», darunter mit kleineren Buchstaben «BISCHOF VON MYRA • EIN MANN DER GÜTE • UND HILFSBEREITSCHAFT» | 3013 kg – und fünf weitere Glocken von 1965                                           |